# Cantón Milagro
El cantón Milagro es una entidad territorial subnacional ecuatoriana, de la provincia del Guayas. Su cabecera cantonal es la ciudad de Milagro, lugar donde se agrupa gran parte de su población total.

## Organización territorial
La ciudad y el cantón Milagro, al igual que las demás localidades ecuatorianas, se rige por una municipalidad según lo estipulado en la  Constitución Política de la República del Ecuador. El Gobierno Autónomo Descentralizado del Cantón Milagro es una entidad de gobierno seccional que administra el cantón de forma autónoma al gobierno central. La municipalidad está organizada por la separación de poderes de carácter ejecutivo, representado por el alcalde, y otro de carácter legislativo conformado por los miembros del concejo cantonal. El Alcalde es la máxima autoridad administrativa y política del Cantón Milagro. Es la cabeza del cabildo y representante del Municipio.
El cantón se divide en parroquias que pueden ser urbanas o rurales y son representadas por las Juntas Parroquiales ante el Municipio de Milagro.
Parroquias urbanas:
- Camilo Andrade Manrique
- Chirijos
- Coronel Enrique Valdez C.
- Ernesto Seminario Hans

Parroquias rurales:
- Santa Rosa de Chobo
- Mariscal Sucre
- Roberto Astudillo

## Etimología
San Francisco de Milagro es como se denomina hoy los territorios que antes de la época de la Conquista estaba bajo el dominio de los Chirijos.
En la época de la colonia, vino a establecerse a este sitio un ex-Oidor de la Real Audiencia de Quito, atraído por la hermosura del paisaje y por la fertilidad de la tierra virgen, (en el sitio en que se levanta hoy el Ingenio Valdez).
La esposa del ex-Oidor adquirió unas terribles calenturas con frío (Paludismo agudo), que puso en grave peligro su vida. Como Pelletier y Caventou no habían descubierto aún el sulfato de Quinina, el ex-Oidor, con la fe religiosa de la época, pidió un milagro a San Francisco de Asís, para que le devolviera la salud a su esposa.
Y el milagro se produjo, bajo la forma de un indio nativo herbolario, que provisto de unas cortezas del árbol de la quina y de unos trozos del bejuco llamado Zaragoza, preparó un cocimiento que administrado a la enferma y repetido a dosis regulares, devolvieron la salud a la señora, después de diez días de tratamiento.
El español en agradecimiento a San Francisco de Asís, autor del milagro, pidió al gobernador de Guayaquil, que se fundara en ese lugar una villa con el nombre de San Francisco del Milagro.
La villa no pudo ser fundada entonces, probablemente a causa de la penuria del cabildo Guayaquileño; pero el Recinto, a orillas del entonces río Chirijo, hoy río Milagro, fue bautizado con el nombre de San Francisco del Milagro.

## Escudo
La Municipalidad del Cantón Milagro considerando que la noble y leal villa de San Francisco de Milagro desde los remotos días de la prehistoria, aunque con diferente nombre, ha sido y será un fuerte económico dentro del convivir nacional, el 9 de abril de 1965 acuerda crear el Escudo Heráldico de San Francisco de Milagro.
El escudo de Milagro fue proyectado por el historiador Guayaquileño Lcdo. Rodolfo Pérez Pimentel.
Este símbolo patrio dividido en cuatro cuarteles representan, en su primer cuartel, en campo de plata, una caña de azúcar, en su segundo cuartel hallamos un hacha chirija con fondo de color azul; en el tercer cuartel consta de una rueda motorizada o de industria igualmente de oro y con fondo azul, esta rueda habla claro de nuestro sitial en la industria nacional y por último en el cuarto cuartel una espiga de arroz, que sintetiza nuestros campos cubiertos de rubia espiga.
Contiene borduras con 8 piñas de oro y en su parte superior 5 estrellas de plata que representa a las 5 parroquias de esa época.
En la parte inferior se destaca las palabras "San Francisco de Milagro" en caracteres de oro, sobre una cinta verde y blanca que representaba los colores de la bandera y en los extremos de la misma se aprecian las fechas 1786 y 1913 denominación de la Villa Chirijo con el nombre de Milagro y Cantonización de Milagro respectivamente.
En aquella época el Presidente del Concejo era el Dr. Alejandro Zaldua y Jefe Político don Ricardo "el chiquito" Rodríguez Sparovich. Este último, se desempeñó por muchos años como el Bibliotecario Municipal del Cantón. Durante su vida ocupó altos cargos públicos y en Milagro, no hay persona que se le compare en conocer sobre la historia política del cantón.

## Bandera
Mediante Ordenanza del Consejo Cantonal (Presidido por Vicente Concha Pingel), tomando en cuenta el aspecto geográfico, económico y humano, acuerda  el 27 de agosto de 1960, crear la Bandera de Milagro, cuyos colores son: el blanco que representa la pureza y virtuosismo de la mujer milagreña; y, el verde que representa la productividad agrícola del cantón (café, cacao, piña y caña de azúcar).
Se estableció que las medidas de la bandera sean las mismas que las del Pabellón Nacional, dividida  por dos franjas horizontales, con un círculo de cinco estrellas de color rojo en la esquina superior izquierda de la franja blanca, que representan las parroquias rurales del Cantón Milagro de aquella época.

## Himno
El 4 de agosto de 1963 el Consejo Cantonal de Milagro, mediante convocatoria nacional a los poetas del país, llevó a cabo el "Concurso Poético Himno a Milagro" para la creación del himno del cantón, en el que participaron 36 trabajos literarios.
El 20 de septiembre de 1963, luego de una ardua deliberación emitieron el acta del jurado calificador en el que escogieron al ganador del primer premio, suscrito con el seudónimo de “Poquelín”, correspondiente al poeta cuencano Víctor Aguilar A.
El 13 de octubre de 1963 en el desaparecido Teatro Municipal Juan Montalvo, se entonó por primera vez el Himno a Milagro, el cual estuvo a cargo de la Academia de Pedro Pablo Traversari, bajo la dirección del profesor Carlos Alberto González Negrete.